# سیاه‌خروس یالدار
سیاه‌خروس یالدار (نام علمی: Bonasa umbellus) پرنده‌ای با جثه متوسط از تیره قرقاولان، زیرخانواده تذرویان (سیاه‌خروسیان) است که در جنگل‌های کوه‌های آپالیشین در کانادا تا آلاسکا زندگی می‌کند.
این پرنده غیرمهاجر، نماد ایالتی پنسیلوانیا در ایالات متحده آمریکا است.